# Camille Pin
Pour les articles homonymes, voir Pin.
Camille Pin, née le 25 août 1981 à Nice est une ancienne joueuse de tennis française professionnelle (de 1999 à 2010).

## Carrière
Membre régulière du top 100 mondial entre 2004 et 2008, elle est connue pour son aptitude à faire parfois douter des joueuses souvent bien mieux classées qu'elle par la variété de son jeu et sa défense.
Son année 2007 reste marquée par son match de plus de trois heures face à la numéro deux mondiale Maria Sharapova lors de l'Open d'Australie (3-6, 6-4, 7-9), ses quatre luttes intenses face à Dinara Safina (dont trois en trois sets serrés) et sa défaite contre Patty Schnyder à Wimbledon (1-6, 6-4, 6-8).
Camille Pin n'a pas remporté de tournoi sur le circuit WTA, mais compte huit titres en simple sur le circuit ITF.
À noter qu'en 9 participations à Roland-Garros, elle n'a jamais dépassé le 1er tour. En 2009, elle met sa carrière entre parenthèses en raison de problèmes personnels. C'est lors du grand chelem français qu'elle annonce, le 28 mai 2010, sa retraite sportive.

## Après carrière
Pour sa reconversion, elle intègre l'ESSEC pour préparer un Master en marketing sportif. Elle travaille dans l'organisation de Open GDF Suez à Paris et devient co-directrice de l'Open GDF Suez de Cagnes-sur-Mer Alpes-Maritimes.
À partir de 2011, elle est la consultante de Canal+ pour le tennis féminin puis sur Eurosport à partir de 2014.
À partir de fin 2014, elle fait partie des entraîneurs du pôle tennis féminin de l'INSEP pour une mission d'un an.
Elle entraîne actuellement les joueuses Laetitia Sarrazin et Marine Partaud,.
Elle a été présidente de L'Union du Tennis Féminin, association des joueuses et ex-joueuses françaises  avant de laisser sa place à Julie Coin.
Depuis 2021, elle commente les matchs de Roland-Garros sur Prime Video.

## Vie privée
Elle a été la compagne d'Arnaud Clément et de David Ferrer. Mariée avec Andres Martin, tennisman argentin, elle a deux fils : Esteban, né en 2013 et Gabriel, né en 2016

## Palmarès ITF
|   | Date       | Nom et lieu du tournoi | Surf. | Finaliste         | Score         |
| - | ---------- | ---------------------- | ----- | ----------------- | ------------- |
| 1 | 27/12/2000 | Vilamoura              | Terre | Marina Samolenko  | 6-0, 6-2      |
| 2 | 20/10/2002 | Joué-lès-Tours         | Dur   | Mara Santangelo   | 2-6, 6-3, 6-0 |
| 3 | 27/10/2002 | Saint-Raphaël          | Dur   | Séverine Beltrame | 6-4, 7-5      |
| 4 | 26/10/2003 | Saint-Raphaël          | Dur   | Maret Ani         | 6-2, 6-2      |
| 5 | 01/08/2004 | Lexington              | Dur   | Mi-Ra Jeon        | 7-5, 6-3      |
| 6 | 10/07/2005 | College Park           | Dur   | Ashley Harkleroad | 2-6, 6-3, 6-3 |
| 7 | 30/07/2005 | Lexington              | Dur   | Abigail Spears    | 7-5, 7-5      |
| 8 | 03/03/2008 | Las Vegas              | Dur   | Asia Muhammad     | 6-4, 6-1      |

## Palmarès

### Titre en double dames
Aucun

### Finale en double dames
| No | Date       | Nom et lieu du tournoi             | Catégorie | Dotation  | Surface    | Vainqueures                     | Partenaire       | Score    |          |
| -- | ---------- | ---------------------------------- | --------- | --------- | ---------- | ------------------------------- | ---------------- | -------- | -------- |
| 1  | 20/07/2009 | Banka Koper Slovenia Open Portorož | Intern'l  | 220 000 $ | Dur (ext.) | Julia Görges Vladimíra Uhlířová | Klára Zakopalová | 6-4, 6-2 | Parcours |

## Parcours en Grand Chelem

### En simple dames
| Année | Open d'Australie                                     | Open d'Australie  | Internationaux de France                           | Internationaux de France                         | Wimbledon                                           | Wimbledon                                        | US Open            | US Open             |
| ----- | ---------------------------------------------------- | ----------------- | -------------------------------------------------- | ------------------------------------------------ | --------------------------------------------------- | ------------------------------------------------ | ------------------ | ------------------- |
| 2000  | —                                                    | —                 | Q1 \|\| style="text-align:left" \| Stéphanie Rizzi | —                                                | —                                                   | —                                                | —                  |                     |
| 2001  | —                                                    | —                 | 1er tour (1/64)                                    | Virginie Razzano                                 | Q1 \|\| style="text-align:left" \| Tara Snyder      | Q2 \|\| style="text-align:left" \| Alena Vašková |                    |                     |
| 2002  | Q1 \|\| style="text-align:left" \| Kaia Kanepi       | 1er tour (1/64)   | Amélie Mauresmo                                    | Q1 \|\| style="text-align:left" \| Rika Fujiwara | Q2 \|\| style="text-align:left" \| Marion Bartoli   |                                                  |                    |                     |
| 2003  | 1er tour (1/64)                                      | Lindsay Davenport | 1er tour (1/64)                                    | Anna Smashnova                                   | Q2 \|\| style="text-align:left" \| Maureen Drake    | Q1 \|\| style="text-align:left" \| A. Medina     |                    |                     |
| 2004  | 2e tour (1/32)                                       | Justine Henin     | 1er tour (1/64)                                    | Jelena Kostanić                                  | Q1 \|\| style="text-align:left" \| Jennifer Hopkins | 1er tour (1/64)                                  | Daniela Hantuchová |                     |
| 2005  | 1er tour (1/64)                                      | Serena Williams   | 1er tour (1/64)                                    | Aravane Rezaï                                    | Q1 \|\| style="text-align:left" \| Kathrin Wörle    | 1er tour (1/64)                                  | Daniela Hantuchová |                     |
| 2006  | 2e tour (1/32)                                       | Serena Williams   | 1er tour (1/64)                                    | Anna-Lena Grönefeld                              | 1er tour (1/64)                                     | Marion Bartoli                                   | 1er tour (1/64)    | Émilie Loit         |
| 2007  | 1er tour (1/64)                                      | Maria Sharapova   | 1er tour (1/64)                                    | Vera Dushevina                                   | 1er tour (1/64)                                     | Patty Schnyder                                   | 2e tour (1/32)     | Svetlana Kuznetsova |
| 2008  | 2e tour (1/32)                                       | Venus Williams    | 1er tour (1/64)                                    | Mathilde Johansson                               | 1er tour (1/64)                                     | Barbora Strýcová                                 | 1er tour (1/64)    | Alizé Cornet        |
| 2009  | 1er tour (1/64)                                      | Zheng Jie         | 1er tour (1/64)                                    | Tamarine Tanasugarn                              | Q1 \|\| style="text-align:left" \| Lilia Osterloh   | 1er tour (1/64)                                  | Elena Dementieva   |                     |
| 2010  | Q1 \|\| style="text-align:left" \| Valérie Tétreault | —                 | —                                                  | —                                                | —                                                   | —                                                | —                  |                     |

À droite du résultat, l’ultime adversaire.

### En double dames
| Année | Open d'Australie             | Open d'Australie          | Internationaux de France      | Internationaux de France     | Wimbledon                  | Wimbledon              | US Open                      | US Open                      |
| ----- | ---------------------------- | ------------------------- | ----------------------------- | ---------------------------- | -------------------------- | ---------------------- | ---------------------------- | ---------------------------- |
| 2001  | -                            | -                         | 1er tour (1/32) Lea Ghirardi  | R. Dragomir Silvia Farina    | -                          | -                      | -                            | -                            |
| 2003  | -                            | -                         | 1er tour (1/32) S. Beltrame   | J. Husárová B. Schett        | -                          | -                      | -                            | -                            |
| 2004  | -                            | -                         | 1er tour (1/32) S. Beltrame   | J. Husárová C. Martínez      | -                          | -                      | -                            | -                            |
| 2005  | -                            | -                         | 1er tour (1/32) S. Beltrame   | C. Castaño Yuliana Fedak     | -                          | -                      | -                            | -                            |
| 2006  | -                            | -                         | 1er tour (1/32) P. Parmentier | L. Dekmeijere P. Schnyder    | -                          | -                      | 2e tour (1/16) M. Sequera    | A. Harkleroad G. Voskoboeva  |
| 2007  | 1er tour (1/32) N. Grandin   | Lisa Raymond S. Stosur    | 2e tour (1/16) S. Foretz      | K. Srebotnik Ai Sugiyama     | 1er tour (1/32) N. Grandin | Anabel Medina V. Ruano | 1er tour (1/32) D. Cibulková | I. Benešová G. Voskoboeva    |
| 2008  | 1er tour (1/32) Alizé Cornet | I. Benešová G. Voskoboeva | 1er tour (1/32) S. Cohen      | M. Kirilenko F. Pennetta     | 1er tour (1/32) S. Foretz  | Anabel Medina V. Ruano | 3e tour (1/8) S. Foretz      | Raquel Kops A. Spears        |
| 2009  | 2e tour (1/16) Alizé Cornet  | V. Azarenka V. Zvonareva  | 1er tour (1/32) S. Foretz     | L. Šafářová V. Uhlířová      | -                          | -                      | 2e tour (1/16) Carla Suárez  | N. Llagostera M. J. Martínez |
| 2010  | -                            | -                         | 1er tour (1/32) M. Johansson  | N. Llagostera M. J. Martínez | -                          | -                      | -                            | -                            |

Sous le résultat, la partenaire ; à droite, l’ultime équipe adverse.

### En double mixte
| Année | Open d'Australie | Open d'Australie | Internationaux de France   | Internationaux de France    | Wimbledon | Wimbledon | US Open | US Open |
| ----- | ---------------- | ---------------- | -------------------------- | --------------------------- | --------- | --------- | ------- | ------- |
| 2001  | -                | -                | 1er tour (1/16) A. Clément | Els Callens Chris Haggard   | -         | -         | -       | -       |
| 2002  | -                | -                | 2e tour (1/8) A. Clément   | Likhovtseva M. Bhupathi     | -         | -         | -       | -       |
| 2004  | -                | -                | 1er tour (1/16) A. Clément | Alicia Molik Paul Hanley    | -         | -         | -       | -       |
| 2005  | -                | -                | 1er tour (1/16) A. Clément | Rennae Stubbs Daniel Nestor | -         | -         | -       | -       |
| 2007  | -                | -                | 1er tour (1/16) M. Llodra  | S. Bammer M. Matkowski      | -         | -         | -       | -       |
| 2008  | -                | -                | 2e tour (1/8) Gilles Simon | Květa Peschke Pavel Vízner  | -         | -         | -       | -       |

Sous le résultat, le partenaire ; à droite, l’ultime équipe adverse.

## Parcours en «Premier Mandatory» et «Premier 5»
Découlant d'une réforme du circuit WTA inaugurée en 2009, les tournois WTA « Premier Mandatory » et « Premier 5 » constituent les catégories d'épreuves les plus prestigieuses, après les quatre levées du Grand Chelem.

### En simple dames
| Année |       |                 |                           |        |      |        |            |       |             |       |  |  |
| Doha  | Dubaï | Indian Wells    | Miami                     | Madrid | Rome | Canada | Cincinnati | Pékin |             | Tokyo |  |  |
| Doha  | Dubaï | Indian Wells    | Miami                     | Madrid | Rome | Canada | Cincinnati | Pékin | Wuhan       |       |  |  |
| Doha  | Dubaï | Indian Wells    | Miami                     | Madrid | Rome | Canada | Cincinnati | Pékin | Guadalajara |       |  |  |
| 2009  |       | Hors calendrier | 3e tour (1/8) A. Ivanović |        |      |        |            |       |             |       |  |  |

Sous le résultat, l’ultime adversaire.
1. 1 2   Les tournois de Doha et Dubaï alternent le statut de tournoi WTA 1000 (ex Premier 5) entre 2009 et 2023 : les trois premières éditions ont lieu à Dubaï, les trois suivantes à Doha, puis Dubaï accueille le tournoi de cette catégorie les années impaires et Dubaï les années paires. De 2011 à 2023, la ville qui n’accueille pas de WTA 1000 organise à la place un tournoi WTA 500 (ex Premier).
2. 1 2 3 4 5 6 7 8   L’ordre de déroulement des tournois a évolué depuis 2009 : Rome se dispute avant Madrid et Cincinnati avant Montréal/Toronto jusqu’en 2010, tandis que Tokyo (2009-2013)-Wuhan (2014-2019, 2024-)-Guadalajara (2022-2023) ont lieu avant Pékin jusqu’en 2023.

### En double dames
| 2009 |   |   |   |   |   |   |   |                                                                       |  |  |   |   |   |   |   |   |   |   |  |  |
| —    | — | — | — | — | — | — | — | 2e tour (1/8) Sfar \|\| style="text-align:left;" \| Niculescu Vesnina |  |  | — | — | — | — | — | — | — | — |  |  |

N.B. : le nom de la partenaire se trouve sous le résultat ; les noms des ultimes adversaires se trouvent à droite.

## Classements WTA en fin de saison

### En simple
| Année | 1996 | 1997 | 1998 | 1999 | 2000 | 2001 | 2002 | 2003 | 2004 | 2005 | 2006 | 2007 | 2008 | 2009 | 2010 |
| Rang  | 782  | 721  | 452  | 405  | 280  | 178  | 135  | 220  | 98   | 113  | 76   | 77   | 86   | 157  | 1033 |

Source : (en) « Classements de Camille Pin », sur le site officiel du WTA Tour

### En double
| Année | 1998 | 1999 | 2000 | 2001 | 2002 | 2003 | 2004 | 2005 | 2006 | 2007 | 2008 | 2009 |
| Rang  | 354  | 418  | 538  | 667  | 302  | 276  | 229  | 433  | 146  | 102  | 124  | 101  |

Source : (en) « Classements de Camille Pin », sur le site officiel du WTA Tour